# Candomblé Jejé

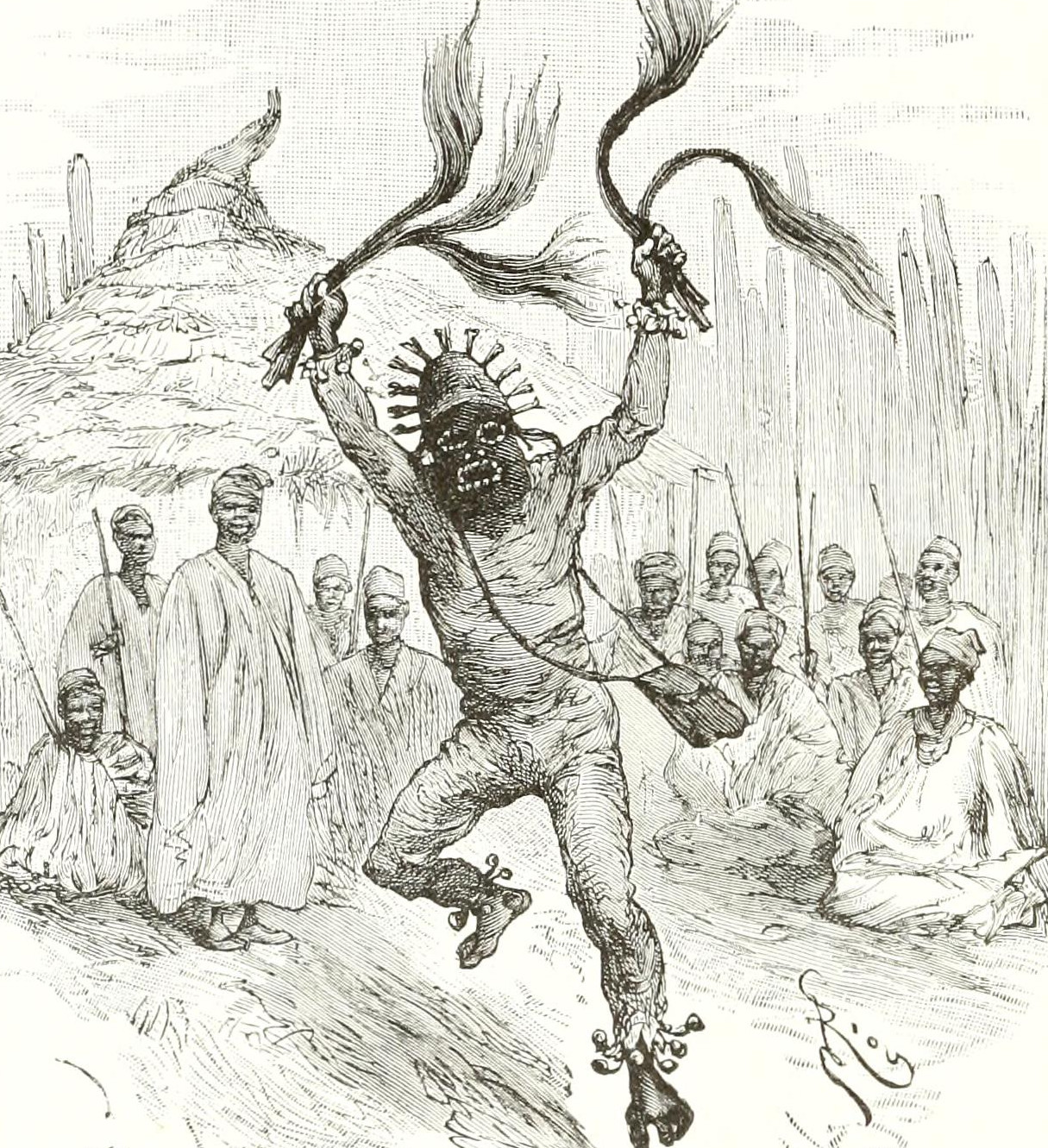
Candomblé Jejé

Le Candomblé Jejé, également connu sous le nom de Vodum brésilien, est l'une des principales branches (nations) du Candomblé. Il s'est développé dans l'Empire portugais parmi les esclaves Fon et Ewe.

## Vodoun
Les esprits jéjés sont appelés Vodoun. Selon la tradition, ils ont été introduits dans le royaume du Dahomey depuis les terres voisines par son fondateur, le roi Adja-Tado, sur les conseils d'un bocono (voyant). Leur culte a été réorganisé et uniformisé par le roi Agadja au 18e siècle.
Les Vodums Jejé sont parfois adorés dans les maisons d'autres nations sous des noms différents. Par exemple, le Vodum Dan ou Bessen est appelé Oxumarê en Candomblé Ketu. Inversement, les Orixás Ketu peuvent être adorés dans des maisons Jejé, mais conservent leurs noms.
Les Voduns sont organisés en familles :
- Dan, Yewá: Voduns de richesse
- Togun, Tohossou: dieu de l'eau
- Sakpata: dieu de la variole
- Hevioso	Aveji-Dá: dieu du tonnerre
- Mami Wata: divinité aquatique
- Mawu-Lisa: protecteur d'Hommes
- Lisa: dieu du soleil